# Mendoncia spraguei
Mendoncia spraguei är en akantusväxtart som beskrevs av William Bertram Turrill. Mendoncia spraguei ingår i släktet Mendoncia och familjen akantusväxter. Inga underarter finns listade i Catalogue of Life.